# Nadia (romanzo)
Nadia è un romanzo breve di Tahar Ben Jelloun, nel quale la narrazione si articola in un lungo monologo della protagonista.
Il titolo originale del libro è Les Raisins de la galère, pubblicato nel 1996 e tradotto lo stesso anno in italiano da Egisto Volterrani.
Il libro narra la storia di Nadia, una ragazza colta e intelligente di origine magrebina, ma nata in Francia.
È un'eroina che si batte con e per la sua gente, che lotta contro i pregiudizi, la corruzione, l'ignoranza e il cinismo.
La storia è ambientata in Francia, a Resteville.
Si articola in un monologo realizzato dall'eroina, la quale ci presenta la storia di chi viene chiamato "immigrato di seconda generazione", nonostante sia nato in Francia. Nadia si fa portavoce dei problemi della sua gente, cercando di migliorare la condizione di rassegnazione e pessimismo in cui si trova.
Nadia è la storia di figli di immigrati: di chi vive nel profondo disagio di non essere né arabo, né francese.

## Trama
Nadia è un'immigrata di seconda generazione, nata da genitori algerini e cittadina francese.
È una ragazza ribelle, forte e determinata. Il suo sogno è quello di diventare un giorno un meccanico in una grande autorimessa, per poter dare ordini agli uomini che perdono tempo invece di lavorare.
All'interno della sua famiglia, il padre sostiene tutti i suoi progetti e ripone in lei grande fiducia.
Non le impone nessuna restrizione sulla sua religione, anzi è molto critico verso il suo mondo.
La madre, al contrario, è una donna piena di paure che si rifugia nelle sue superstizioni.
Con lei Nadia non instaura un vero rapporto: sa che non la può contrariare e che non approverebbe mai i suoi progetti.
Il padre, invece, è il suo punto di riferimento; la sua isola del dialogo nella quale rifugiarsi per scappare da un mondo che non la comprende, ma capace solo di giudicare.
Uno dei primi soprusi che Nadia vive da molto vicino, è quello subito da sua sorella maggiore.
All'età di 16 anni si era sposata con Kader, un uomo molto arrogante e violento, che durante la prima notte di nozze aveva maltrattato il suo giovane corpo.
Il marito non aveva motivi di vergogna, perché tutte le donne lo avrebbero accolto come un eroe.
Già da piccola intraprende la strada contro i pregiudizi.
A 13 anni il sindaco Borrou decide di demolire la sua casa.
Questa era stata costruita con grandi sacrifici dal padre, che desiderava dare un tetto ai suoi figli.
L'abitazione era grande e in stile magrebino; si trovava al centro della città e non in periferia come le case degli altri immigrati.
Per questo non era vista di buon occhio e dopo vari anni il comune era riuscito a demolirla.
Nadia, a differenza dei genitori, non vuole arrendersi e decide di incontrare il sindaco per provare a smuovere la situazione, ma senza nessun risultato.
Divenuta un'adolescente, incontra Marc con il quale inizia una storia d'amore.
Il giovane lavora in una casa della cultura come animatore e spesso lo va ad aiutare con i bambini.
Attraverso i bambini scopre universi familiari complicati e sofferenti, storie di giovani violenti e incompresi sia in famiglia che a scuola, che si sentono a casa solo per strada: l'unico posto che li accetta.
La narrazione prosegue dando spazio ad altre storie.
La prima è quella di tre giovani sorelle riportate dal padre in Algeria.
Questo decide di sradicarle dalla loro terra di nascita, per allontanarle dalla droga e dalla malavita.
In realtà, vengono affidate ad uno zio crudele che ha diritto di vita e di morte su di loro.
La loro vita si trasforma, così, in una vera e propria prigione; al punto che una di loro si taglia le vene pur di non vivere più in quelle condizioni.
La seconda storia è quella di Naїma, vecchia amica di infanzia di Nadia, che viene considerata morta dal padre perché lavora come modella sulle riviste di moda. Infatti, tra la sua gente, dire che una donna è bella costituisce un insulto.
Nadia nel frattempo partecipa alle elezioni politiche, dove incontra una realtà corrotta.
Nonostante ciò, non accetta compromessi e va avanti con le sue idee.
L'esperienza fallisce ma non comporta una grande delusione: è contenta di dove è arrivata.
Il monologo termina con delle riflessioni da parte della protagonista.
Questa crede che, per sfuggire ai pregiudizi che si accaniscono sul suo popolo, bisognerebbe rinascere in un'altra terra priva di ingiustizie e di preconcetti.